# Harrow kerület
Harrow London egyik kerülete. A város külső részén található. Határai északon Hertfordshire, nyugaton Hillingdon, délen Ealing, délkeleten Brent és keleten Barnet.

## Története
Harrowt 1934-ben hozták létre egy middlesexi rendelettel az addig független Harrow on the Hill városi körzet, Handom vidéki körzet és Wealdstone városi körzet összevonásával.
A városi körzet 1954. május 4-én nyerte el az önkormányzattal rendelkező státuszt. Ennek 50. évfordulójára ünnepséget rendeztek, amit II. Erzsébet is meglátogatott.
1965-ben a település Nagy-London része lett. Ez az egyetlen olyan londoni kerület, ami megtartotta csatlakozása előtti határait. Ezt bizonyára nagy népességének köszönhette. Az 1961-es népszámlálás adatai szerint 209.000 lakosa volt, ezzel ez volt a legnépesebb körzet vagy kerület Middlesexben.

## Népesség
A Harrow School jelenléte sokakban azt a benyomást kelti, hogy ez London egy jómódú kerülete. Ez régen igaz volt, de manapság Harrow-on-the-Hill-en kívül mindenfelé a London északi és nyugati részére jellemző sorházak és lakástömbök sorakoznak. A többi hasonló helyzetű kerülettel összehasonlítva Harrow még mindig a jobbak közé tartozik: az összesített bűnözési mutatói alacsonyak, bár jelentős az utcán elkövetett bűncselekmények száma. Az önkormányzat most a régi körzetek fejlesztésére koncentrál,, ezek közül is kiemelendő Wealdstone, Dél-Harrow és sok munkás-lakás felújítása. Mostanában az eddigi hanyatlást jobb idők követik, a közszolgatatások színvonala sok területen fejlődik. Ez időbe fog telni, de minél több ember mozdul meg és tesz valamit a környezetéért, az annál vendégcsalogatóbb lesz. A kerület északi részén húzódik a várost körülfutó zöldövezet. Northwoodban, Pinnerben és Stanmore-ban értékes házakat lehet találni. Fekvése, a zöldövezet közelsége és a belváros gyors elérhetősége (Marylebone-tól 10 perc) miatt nem csak a családoknak, hanem a gazdag egyedül élőknek is remek lakókörnyezetet nyújt. A dráguló londoni ingatlanárak miatt egyre több a létező Edward-korabeli és az 1920-as 40-es években épített épületeket egyre inkább újítják fel. 
Habár régen a fehér idős emberek kerületének számított, ma etnikailag sokkal színesebb és fiatalabb képet mutat. A kerület lakosságának több mint 50%-át etnikai kisebbségekhez tartozók alkotják. Itt a legnagyobb a hinduk aránya az Egyesült Királyságon belül, és egyre növekszik az Afrikából, elsősorban Szomáliából betelepülők száma. Rajtuk kívül nagy létszámot tesznek ki a kerület lakosságából az ír nemzetiségűek.Sok zsidó lakik Stanmore és Hatch End területén, bár mostanában ők elköltöznek, és helyüket a hindu lakosok foglalják el.
2005-ben megtartották Harrow első multikulturális fesztiválját, aminek a címe Egy Ég Alatt volt. Ennek a célja az etnikai sokszínűség ünneplése volt.
2006 októberében a Nemzeti Statisztikai hivatal Harrowst nevezte meg, mint azt a helyet, mint a vallásilag legsokszínűbb területet. 62% annak az esélye, hogy két ember véletlenszerűen öösszefut a utcán, akkor más vallásúak.
A kerület népessége a korábbiakban az alábbi módon alakult:
| Lakosok száma | 242 400 | 247 100 | 250 149 | 261 185 |
|               | 2012    | 2015    | 2018    | 2022    |

## Oktatás
A kerület magániskolái közül messze a legismertebbek a Harrow School a fiuknak és a North London Collegiate School a lányoknak. Ezek az ország legjobb középiskolái közé tartoznak. Híres kerületi gimnázium a John Lyon School fiuknak és a Heatfield School lányoknak. A magánfenntartású általános iskolák közül ismertebbek között szerepel a koedukált Orley Farm School és a Reddiford School.
A kerületben sok egyházi iskola is működik, miket többek között a római katolikusok és a zsidók üzemeltetnek.
A kerület egyéb híres gimnáziumai:
- Bentley Wood High School for Girls
- Canons High School
- Harrow High School
- Hatch End High School
- Nower Hill High School
- Park High School
- Rooks Heath High School
- Whitmore High School

## Körzetei
- Belmont
- Canons Park
- Harrow
- Harrow on the Hill
- Harrow Weald
- Hatch End
- Headstone
- Kenton
- North Harrow
- Pinner
- Pinner Green
- Queensbury
- Rayners Lane
- Roxeth
- South Harrow
- Stanmore
- Wealdstone
- West Harrow

## Külső hivatkozások
- Harrow Council
- Harrow Borough FC
- Metros Running Club
- Old Salvatorians (nem hivatalos)
- Buszok Harrowban
- Harrow Times